# 40階段
座標: 北緯35度06分14秒 東経129度02分04秒 / 北緯35.1039度 東経129.0345度

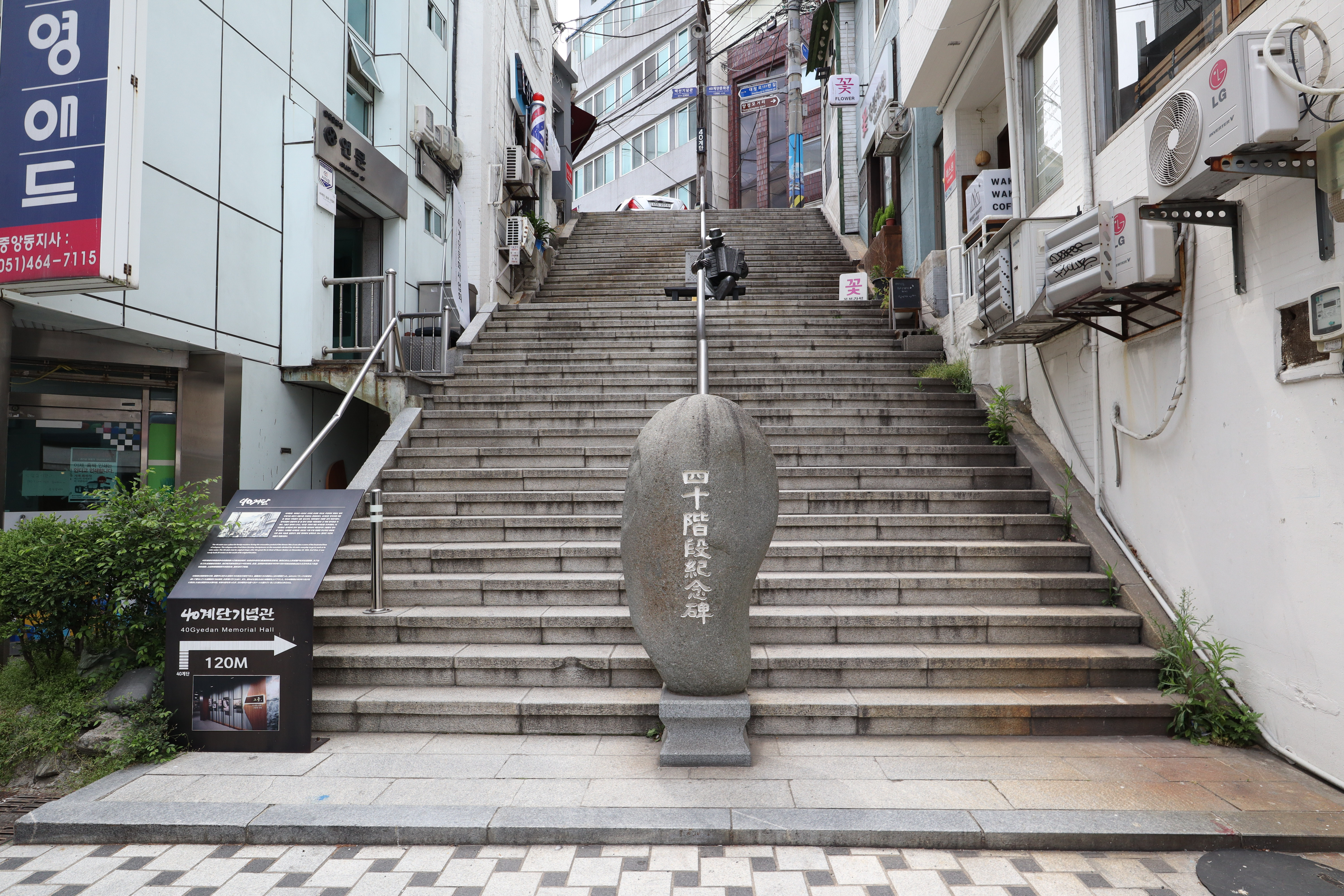
40階段。2020年撮影。

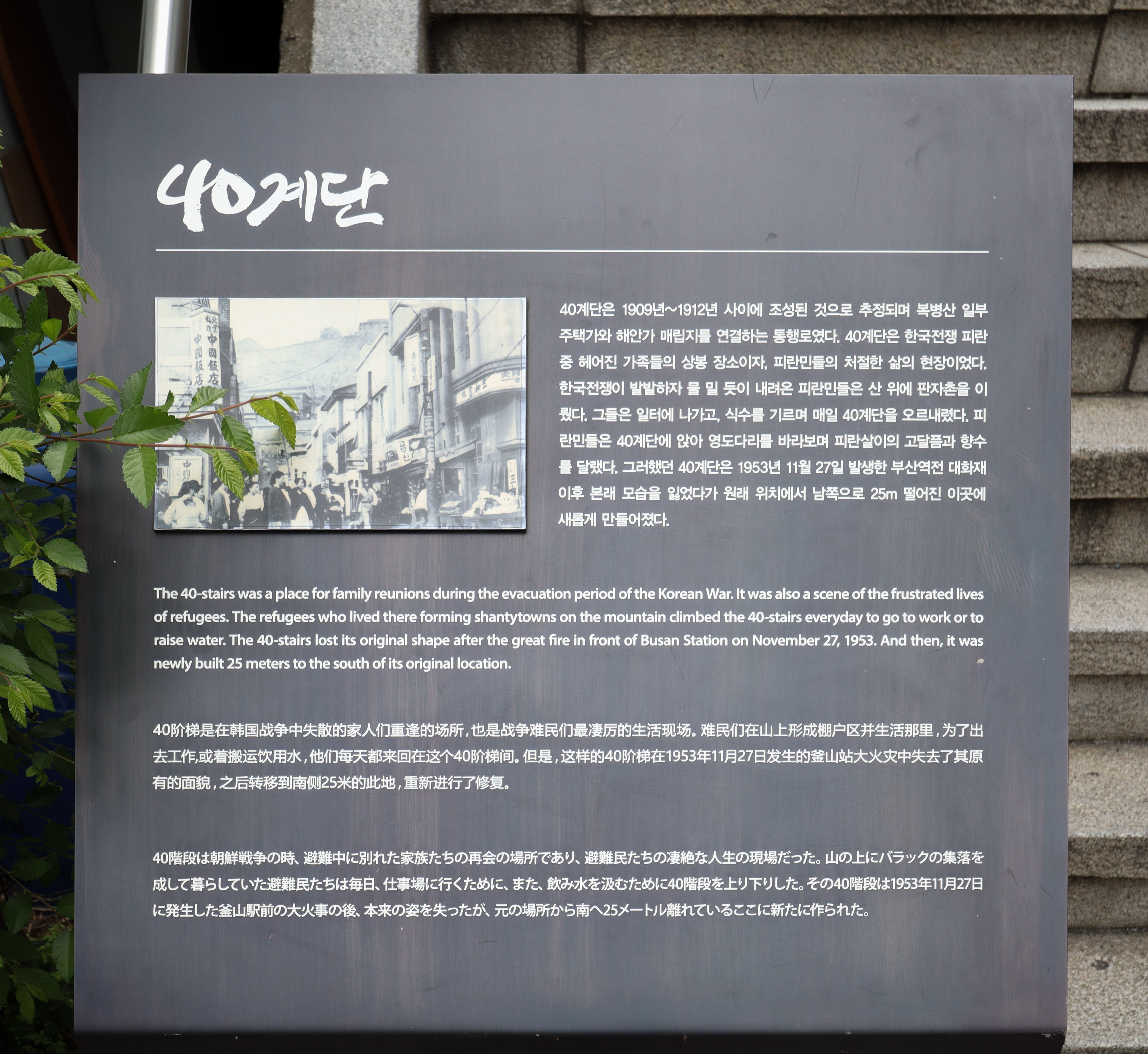
40階段脇の案内板。2020年撮影。

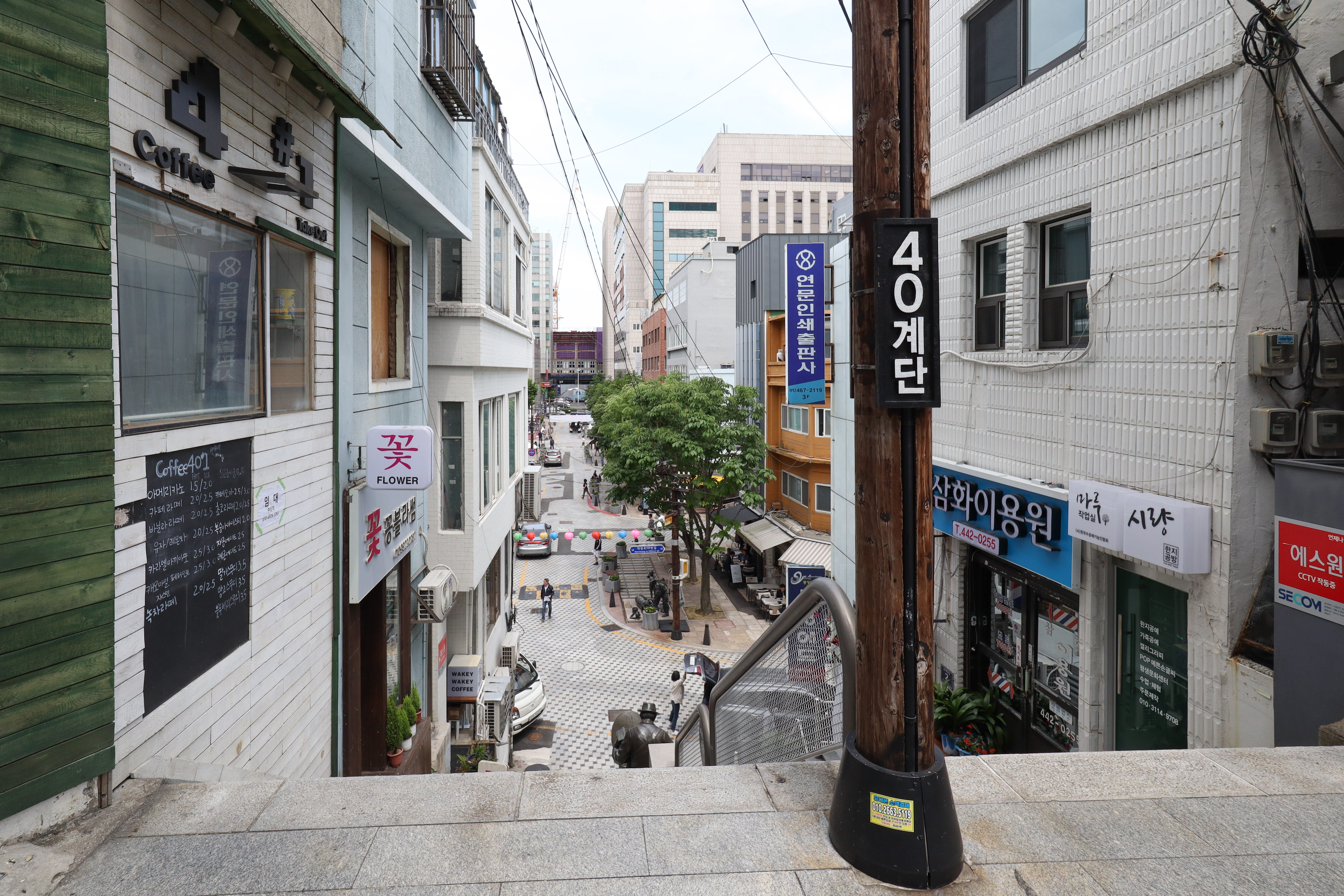
40階段の上から眺めた「40階段文化観光テーマ通り」。2020年撮影。

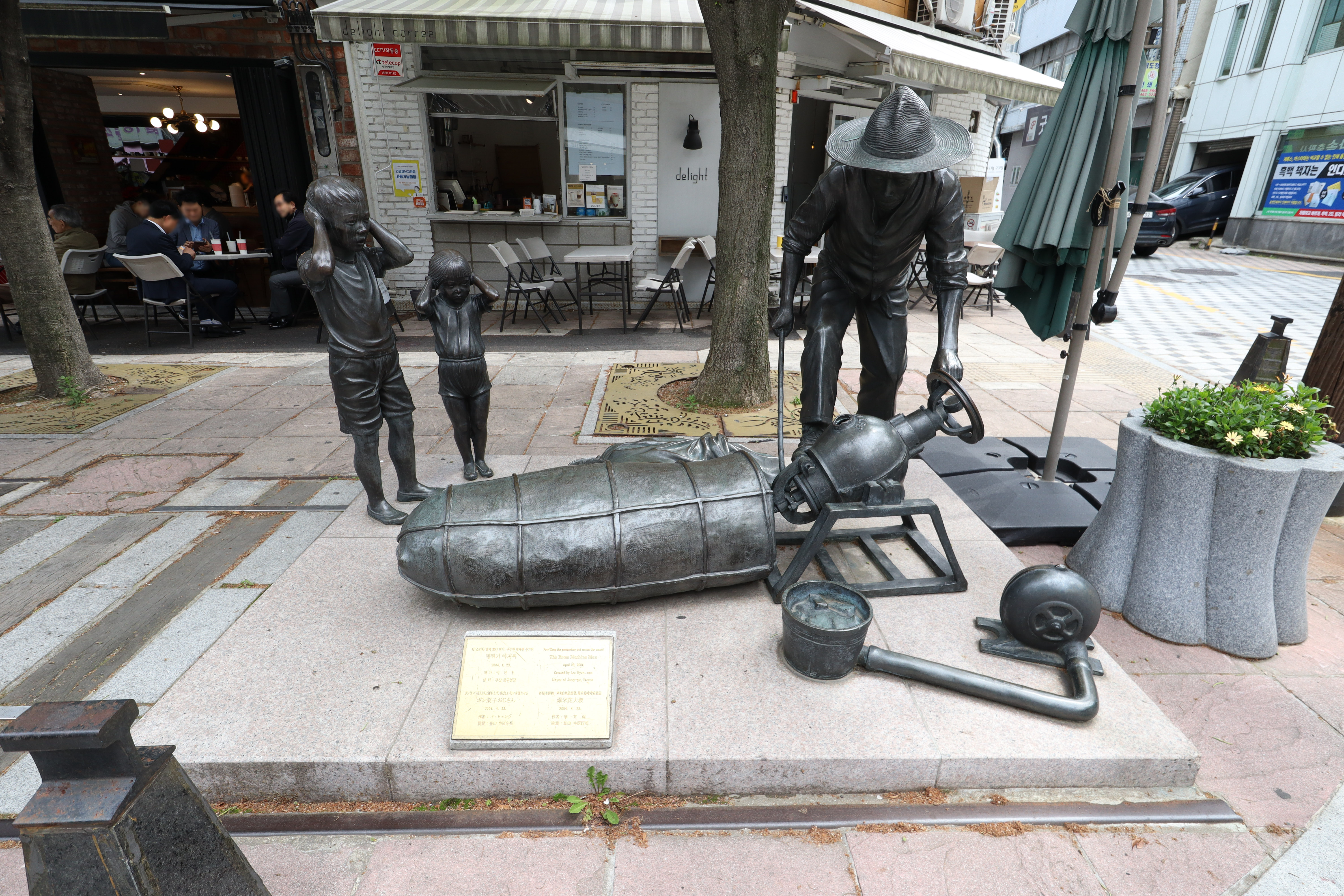
「40階段文化観光テーマ通り」のポン菓子屋の像。2020年撮影。

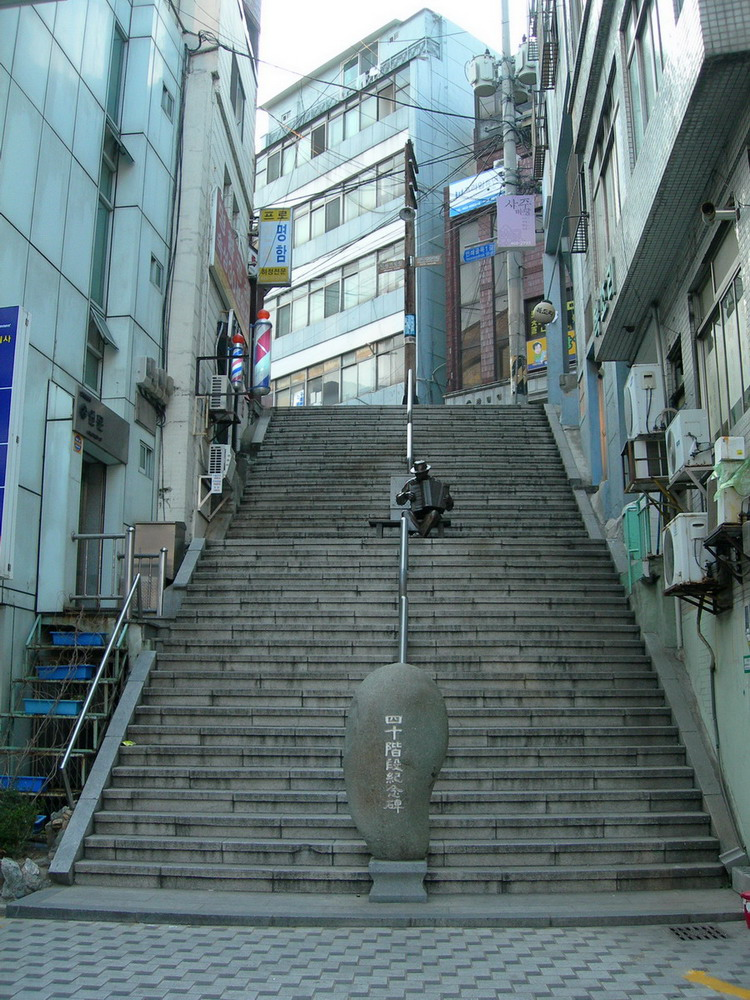
40階段。2008年撮影。案内板が設けられていないことに注意。

40階段（よんじゅうかいだん、朝鮮語: 40계단）は釜山広域市中区中央洞に位置する文化名所。朝鮮戦争当時に近隣に居住していた避難民や、埠頭労働者たちの哀歓を称えるためとして、国民銀行中央洞支店から40階段までの区間が「40階段文化観光テーマ通り（40계단문화관광테마거리）」として造成されている。映画『NOWHERE～情け容赦なし～（인정사정 볼 것 없다）』の冒頭の場面にも登場し、広く知られた。
この階段は、釜山交通公社1号線の中央駅11番出口から、歩いて5分ほどのところにある。
階段下には、「四十階段紀念碑」と刻まれた石碑が立っている。

## 歴史
40階段が、いつ造成されたかについては、はっきりした時期は分かっていないが、階段の下から続く一帯が1902年から1908年に埋め立てられて1908年に中央洞に釜山駅広場が設けられた後、1909年から1912年にかけてのいずれかの時点で、段丘面上の東光洞と往来するための最初の階段が設けられ、後に25メートルほど場所が移り、現在の階段になったと考えられている。
朝鮮戦争の際には、多数の避難民が釜山に流入したが、40階段周辺には多数のバラックが集まって、市も立ち、階段は戦争の混乱で離散した家族が、再会を約する場所として広く知られるようになった。戦争中の1951年には、パク・ジュホンが歌った「경상도 아가씨（慶尚道の女）」の歌詞に40階段が取り上げられた。
しかし、その後、階段上にも建物が立て込み、幅が1メートルほどしかない状態にもなったという。
1993年、中区庁は地域住民の協力を得て、元の場所から25メートル南側の位置に40段の階段を復元し、新たにこれを40階段として、階段下に石碑も設け、8月6日に除幕式を行なった。
2002年1月31日、40階段周辺を整備する「テーマ通り造成事業基本計画（테마거리 조성사업 기본 계획）」が発表され、2003年6月5日に着工、2004年4月20日に工事は完成した。6月に除幕されたこの通りは、1950年代から1960年代の雰囲気を演出し、当時の人々の風俗を表現した銅像などが設けられた。40階段文化観光テーマ通りは、この通りは、建設交通部が選定した「韓国の美しい道100選（한국의 아름다운 길 100선）のひとつに選ばれた。また、階段上から100メートルほど離れた場所にある東光洞住民センター（동광동 주민센터）の中に40階段文化館（40계단 문화관）が設けられており、朝鮮戦争関係の歴史展示がなされている。